# Slagverk (ur)
Slagverk kallas den mekanism i ett ur (klocka) som med jämna mellanrum slår an på ett stycke metall, vanligtvis en eller flera slagklockor, för att skapa ett klangljud. Vanligtvis ett slag vid halvtimmar och sedan så många slag som uret visar timmar vid varje heltimme.